# Achterneed
Achterneed (Schots-Gaelisch: Uachdar Niad) is een dorp in het Schotse raadsgebied Highland.